# Jan Leonowicz
Jan Leonowicz, ps. Burta (ur. 15 stycznia 1912 w Żabczu, zm. 9 lutego 1951 w Nowinach) – członek SZP-ZWZ-AK, działacz WiN, dowódca oddziału partyzanckiego na Lubelszczyźnie.

## Życiorys
Pochodził z rodziny ziemiańskiej Mariana i Anastazji z d. Jurczak, był jednym z dziesięciorga rodzeństwa. Ojciec był leśniczym, dziadek powstańcem styczniowym. Po ukończeniu szkoły powszechnej rozpoczął naukę w gimnazjum. Służbę wojskową odbywał w 2 pułku strzelców konnych w Hrubieszowie.
We wrześniu 1939 walczył w szeregach macierzystej jednostki, ranny, powrócił z frontu w październiku 1939. Wstąpił do Służby Zwycięstwu Polski (SZP). 25 grudnia 1939 wziął udział w rozbiciu posterunku policji granatowej w okolicach Łaszczowa. W 1940 został aresztowany przez policję ukraińską w Poturzynie, zwolniony dzięki staraniom ojca. Prawdopodobnie od 1942 dowódca sekcji szturmowej „Poturzyn” (jednej z dziewięciu grup bojowych) odcinka „Wschód” Obwodu AK Tomaszów Lubelski. 1 marca 1943 wziął udział w akcji na posterunek policji ukraińskiej w Poturzynie, w trakcie której placówkę tę rozbito, zabijając 6 Ukraińców (w tym dwóch komendantów posterunków w Telatynie i Poturzynie) oraz komisarycznego wójta gminy Poturzyn. Na przełomie 1943/1944 przebywał w sztabie obwodu znajdującym się na skraju Puszczy Solskiej, w pobliżu leśniczówki Rebizanty nad Tanwią. W 1944 żołnierz „Kompanii Leśnej” ppor. rez. Witolda Kopcia, a także dowódca jednego z patroli plutonu lotnego żandarmerii polowej sierż. rez. Wacława Kaszuckiego. W ostatnich dniach lutego w Poturzynie oraz 5 i 9 kwietnia 1944 na odcinku Podlodów-Żerniki-Rokitno, w rejonie Steniatyna i Posadowa, brał udział w walkach przeciwko Ukraińskiej Narodowej Samoobronie i UPA. Od wiosny 1944 służył najprawdopodobniej jako zwiadowca w dowodzonej przez sierż. Andrzeja Dżygałę „Kompanii Żelaznej”. Podczas akcji „Sturmwind II” razem z kilkoma partyzantami przebił się przez trzy pierścienie niemieckiej obławy. W ramach akcji „Burza” znalazł się w szeregach odtwarzanego przez Inspektorat Zamość 9 pp AK.
Po wkroczeniu Sowietów nie złożył broni. Od grudnia 1944 służył jako podchorąży, następnie (na przełomie maja i czerwca 1945) został awansowany do stopnia chorążego. Działał jako oficer broni w strukturach Obwodu Tomaszów Lubelski, Inspektorat Zamość AK-DSZ-WiN. Wiosną 1945 zorganizował grupę lotną w sile ok. 20–30 żołnierzy, która operowała w północnej części powiatu Tomaszów. Oddział przetrwał do końca czerwca 1945. Latem, po ogłoszeniu tzw. małej amnestii część żołnierzy ujawniła się, natomiast ci, którzy tego nie uczynili, ukryli się. Przy Leonowiczu pozostało jedynie dwóch ludzi. Ich głównym celem było w tym czasie rozbrajanie funkcjonariuszy MO i ORMO oraz rozpędzanie zebrań agitacyjnych organizowanych przez PPR. Od początku 1946 zaczął ponownie rozbudowywać swoją grupę, która wsławiła się m.in. wykonaniem 31 maja 1946 wyroku śmierci na wiceprzewodniczącym Powiatowej Rady Narodowej Wincentym Umerze (Humerze). Powiększanie oddziału trwało do początku 1947. W okresie przedwyborczym Leonowicz zaniechał wszelkich akcji zbrojnych, ograniczając się jedynie do przeciwdziałania wyborczej propagandzie i agitacji. Po ogłoszeniu 22 lutego 1947 amnestii niemal wszyscy członkowie oddziału się ujawnili.
W kwietniu lub maju 1947 Leonowicz nawiązał kontakt z komendantem oddziałów leśnych Inspektoratu Lublin mjr. Hieronimem Dekutowskim i postanowił pozostać w konspiracji. 1947–1951 działał w strukturach samodzielnego Obwodu WiN Tomaszów Lubelski. W tym czasie komendantem Obwodu był por. Stefan Kobos (ps. „Wrzos”), który nie podporządkował się strukturom tzw. drugiego Inspektoratu Zamość, dowodzonego przez kpt. Mariana Pilarskiego. Leonowicz w stopniu porucznika pełnił funkcję dowódcy patrolu leśnego, który w latach 1947–1949 liczył 3-7 ludzi, a w końcu 1949 rozrósł się do rozmiarów kompanii szkieletowej (ok. 30-40 żołnierzy). Jednocześnie rozbudowywała się siatka terenowa, według informacji UB liczyła ona ok. 200 współpracowników i obejmowała 5 powiatów: Biłgoraj, Hrubieszów, Lubaczów, Tomaszów i Zamość. Do lata 1948 Leonowicz utrzymywał kontakty z grupą OUN dowodzoną przez Jana Niewiadomskiego. Jego oddział rozbrajał milicjantów i ormowców, wykonywał egzekucje na agentach UB, działaczach PPR i PZPR, aktywnych współpracownikach „nowej władzy”, a także na pospolitych bandytach, m.in. na działaczu PPR w Maziłach, Józefie Pietrynie (13 września 1947), komendancie posterunku MO w Rachaniach, Zygmuncie Bielaku (11 lipca 1948), mordercy i konfidencie, byłym żołnierzu oddziału, Adamie Fornucu (lato 1948), członku PZPR, wójcie gminy Telatyn, Władysławie Ślęzaku (30 kwietnia 1949), agencie UB Władysławie Adamie Adamcu (18 maja 1949 – egzekucję wykonał osobiście Leonowicz), członku PZPR, wójcie gminy Majdan Sopocki, Andrzeju Wrębiaku (12 lipca 1949). Ponadto grupa przeprowadziła wiele akcji bojowo-dywersyjnych, m.in. na stację kolejową, pocztę i spółdzielnię w Suścu (23 października 1948) oraz na posterunki ORMO w Dyniskach (kwiecień 1949) i Tarnawatce (29 września 1950). Oddział stoczył również wiele potyczek z grupami operacyjnymi UB, MO i KBW.
Leonowicz zginął 9 lutego 1951 w zasadzce zorganizowanej przez grupę operacyjną UB pod dowództwem sierż. Ryszarda Trąbki, w zabudowaniach swojej przyjaciółki, nauczycielki Władysławy Płoszajówny we wsi Nowiny. Jego zwłoki przewieziono do Tomaszowa, gdzie przez dwa tygodnie wystawione były przed budynkiem PUBP na widok publiczny. Ciało pogrzebano najprawdopodobniej na dziedzińcu PUBP lub na nowym cmentarzu przy drodze do Zamościa.

## Życie prywatne
Leonowicz był żonaty z Ludwiką z domu Lańcmańską, z którą miał córkę Barbarę, zamężną Babiak.

## Odznaczenia
W 2009 prezydent RP Lech Kaczyński odznaczył go pośmiertnie Krzyżem Komandorskim z Gwiazdą Orderu Odrodzenia Polski.